# Гандбол на летних Олимпийских играх 2024 (составы, женщины)
В этой статье приводятся составы всех команд, участвующих в женском турнире по гандболу летних Олимпийских играх 2024 года в Париже.

## Группа A

### Дания
Состав команды был объявлен 6 июня 2024 года. 
Тренер:  Йеспер Йенсен
- Сандра Тофт[англ.] ГК
- Сара Иверсен[англ.] Л
- Хелена Элвер[англ.] Р
- Анне Метте Хансен[англ.] ЛП
- Катрин Хейндал Л
- Лине Хаугстед[англ.] ЛП
- Алтея Рейнхардт ГК
- Метте Транборг[англ.] ПП
- Кристина Йёргенсен ЛП
- Трине Эстергорд[англ.] ПК
- Луиса Бургорд ПП
- Мие Хёйлунн ЛП
- Эмма Фриис[англ.] ПК
- Рикке Иверсен[англ.] Л
- Михала Мёллер ЛП

### Германия
Состав команды был объявлен 8 июля 2024 года.
Тренер:  Маркус Гаугиш
- Алина Грийзельс[англ.] Р
- Майке Шмельцер[англ.] Л
- Лиза Антл[англ.] Л
- Ксения Смитс[англ.] ЛП
- Эмили Бёльк[англ.] ЛП
- Анника Лотт[англ.] ЛП
- Сара Вахтер[англ.] ГК
- Юлия Майдхоф[англ.] ПП
- Антье Дёлль[англ.] ПК
- Дженни Беренд[англ.] ПК
- Катарина Фильтер[англ.] ГК
- Виола Лёйхтер[англ.] ПП
- Юлия Бенке[англ.] Л
- Йоханна Штокшледер[англ.] ПК

### Норвегия
Состав команды был объявлен 28 июня 2024 года. 29 июля Хенню Рейстад заменила Тале Русфельдт Дейла, а 31  июля Тале Русфельдт Дейла заменила Нору Мёрк .
Тренер:  Торир Хергейрссон
- Вероника Кристиансен ЛП
- Марен Нюланд Ордаль[англ.] Л
- Стине Скогранд[англ.] ПП
- Нора Мёрк ПП
- Стине Офтедал Р
- Силье Сольберг[англ.] ГК
- Кари Браттсет Дале[англ.] Л
- Кристине Брейстёль[англ.] ЛП
- Вильде Ингстад[англ.] Л
- Катрин Лунде ПК
- Марит Якобсен[англ.] ПК
- Камилла Херрем ПК
- Санна Сольберг[англ.] ПК
- Хенню Рейстад Р
- Тале Русфельдт Дейла[англ.] ЛП

### Словения
Состав команды был объявлен 8 июля 2024 года.
Тренер:  Драган Адзич
- Валентина Клеменчич[англ.] Л
- Ана Грос ПП
- Элизабет Омореги[англ.] Р
- Нина Шпрейцер[англ.] Р
- Тяша Станко[англ.] ЛП
- Ана Абина[англ.] ЛП
- Тамара Мавсар[англ.] ПК
- Майя Войнович[англ.] ГК
- Наташа Лепоя Л
- Аля Варагич[англ.] ПК
- Амра Панджич[англ.] ГК
- Барбара Лазович[англ.] ПП
- Майя Светик[англ.] ПК
- Эма Хрватин[англ.] ЛП
- Эма Абина[англ.] ПК

### Южная Корея
Состав команды был объявлен 2 июля 2024 года.
Тренер:  Хенрик Сигнелл
- Сон Чжи Ян[англ.] ПК
- Син Ын Чу[англ.] ПК
- Рю Ын Хи[англ.] ПП
- Чон Чин Хи[англ.] ГК
- Пак Се Ян[англ.] ГК
- Хан Ми Сыл[англ.] ЛП
- Кан Ын Хе[англ.] Л
- Ву Бит На[англ.] ЛП
- Кан Кён Мин[англ.] Р
- Кан Ын Со[англ.] ПП
- Чон Чжи Ён[англ.] ПК
- Ким Да Ян[англ.] ЛП
- Ким Бо Ын[англ.] Л
- Син Чин Ми[англ.] Р

### Швеция
Состав команды был объявлен 4 июня 2024 года. 26 июля Оливия Лёфквист заменила Софию Хвенфельт из-за травмы.
Тренер:  Томас Акснер
- Йоханна Бундсен[англ.] ГК
- Нина Коппанг ПП
- Карин Стрёмберг[англ.] Р
- Линн Блом[англ.] Л
- Ямина Робертс[англ.] ЛП
- Матильда Линдстрём[англ.] ПК
- Эвелина Эрикссон[англ.] ГК
- Эмма Линдквист[англ.] Р
- Натали Хагман[англ.] ПК
- Кристин Торлейфсдоттир[англ.] ЛП
- София Хвенфельт[англ.] Л
- Элин Ханссон[англ.] ПК
- Дженни Карлсон[англ.] Р
- Оливия Лёфквист[англ.] Л
- Тира Акснер[англ.] ЛП

## Группа B

### Ангола
Состав команды был объявлен 7 июля 2024 года.
Тренер:  Карлос Вивер
- Марта Альберто[англ.] ГК
- Вилма Ненганга[англ.] ЛП
- Лилиане Мариу[англ.] Л
- Жулиана Машаду[англ.] ПП
- Долореш Розариу[англ.] ПК
- Хелена Паулу[англ.] Р
- Наталия Сантош[англ.] ПК
- Албертина Кассома Л
- Марилия Кизелете[англ.] ПК
- Наталия Фонсека[англ.] ПК
- Шелсия Габриэл[англ.] Р
- Стелвия Паскуал[англ.] ЛП
- Элиане Паулу[англ.] ГК
- Азенайде Карлуш[англ.] ПП

### Бразилия
Состав команды был объявлен 4 июля 2024 года.
Тренер:  Криштиану Роша
- Габриэла Морески[англ.] ГК
- Бруна де Паула[англ.] ЛП
- Мариана Фернандес[англ.] ЛП
- Тамирес Морена[англ.] Л
- Джессика Кинтино[англ.] ПК
- Ана Клаудия Больцан[англ.] ПК
- Ларисса Араужу[англ.] ПК
- Адриана Кардозу[англ.] ПК
- Самара Виейра[англ.] ЛП
- Джулия Гуариейро[англ.] ПП
- Габриэла Битолу[англ.] ПП
- Марсела Аруниан[англ.] Л
- Дженнифер Лопес[англ.] Р
- Патрисия Матиели[англ.] Р
- Келли Роза[англ.] ЛП
- Рената Арруда[англ.] ГК

### Франция
Состав команды был объявлен 8 июля 2024 года. 29 июля Грас Заади и Клеопатра Дарлё заменили Мелин Ноканди и Хатаду Сако, 31 июля Орьян Ондоно занменила Сару Букти.
Тренер:  Оливье Крёмбольц
- Лора Глозер[англ.] ГК
- Мелин Ноканди[англ.] Р
- Алисия Тубланк[англ.] ПК
- Хлоя Валентини[англ.] ПК
- Корали Лассурс[англ.] ПК
- Грас Заади Р
- Лора Флипп[англ.] ПП
- Клеопатра Дарлё[англ.] ГК
- Орлан Канор ЛП
- Тамара Горачек Р
- Полетта Фоппа[англ.] Л
- Эстель Нзе Минко[англ.] ЛП
- Орьян Ондоно[англ.] Л
- Люси Гранье[англ.] ПК
- Сара Букти Л
- Лена Грандво[англ.] Р
- Хатаду Сако[англ.] ГК

### Венгрия
Состав команды был объявлен 5 июля 2024 года.
Тренер:  Владимир Головин
- Петра Товизи[англ.] Л
- Надин Сёллёши-Шацль[англ.] ПК
- Анна Альбек[англ.] ПП
- Кинга Кливиньи[англ.] ЛП
- Бланка Бёде-Биро[англ.] ГК
- Грета Мартон[англ.] ПК
- Николетт Папп[англ.] ПП
- Жофи Семереи[англ.] ГК
- Ноэми Пастор[англ.] Л
- Петра Вамос[англ.] Р
- Катрин Клуйбер ПП
- Грета Качор[англ.] ЛП
- Река Бордаш[англ.] Л
- Ченге Куцора[англ.] ЛП
- Кинга Янурик[англ.] ГК
- Виктория Дьёри-Лукач ПК
- Петра Симон[англ.] Р

### Нидерланды
Состав команды был объявлен 8 июля 2024 года.
Тренер:  Пер Юханссон
- Лаура ван дер Хейден[англ.] ПП
- Лойс Аббинг ЛП
- Ларисса Нюссер[англ.] Р
- Бо ван Ветеринг[англ.] ПК
- Юдит ван дер Хелм[англ.] ЛП
- Тамара Хаггерти[англ.] Л
- Ким Моленар[англ.] ЛП
- Келли Дюлфер[англ.] ЛП
- Ангела Малестейн[англ.] ПК
- Ринка Дёйндам[англ.] ГК
- Яра тен Холте[англ.] ГК
- Никита ван дер Влит[англ.] Л
- Дионе Шоушер[англ.] ПП
- Эставана Полман Р

### Испания
Состав команды был объявлен 11 июля 2024 года.
Тренер:  Амброс Мартин
- Николь Уиггинс[англ.] ГК
- Марта Лопес ПК
- Кармен Кампос[англ.]  {Р
- Сильвия Ардериус[англ.] Р
- Майтане Эчеверрия[англ.] ПК
- Мерседес Кастелланос[англ.] ГК
- Дженнифер Гутьеррес[англ.] ПК
- Лара Гонсалес[англ.] ЛП
- Паула Аркос[англ.] ПП
- Лиза Чапчет[англ.] Л
- Каба Гассама[англ.] Л
- Алисия Фернандес[англ.]  {Р
- Мария Прието[англ.] ПП
- Александрина Кабраль[англ.] ЛП
- Мирейя Гонсалес[англ.] ПП